# منشأة رادار ديمونة

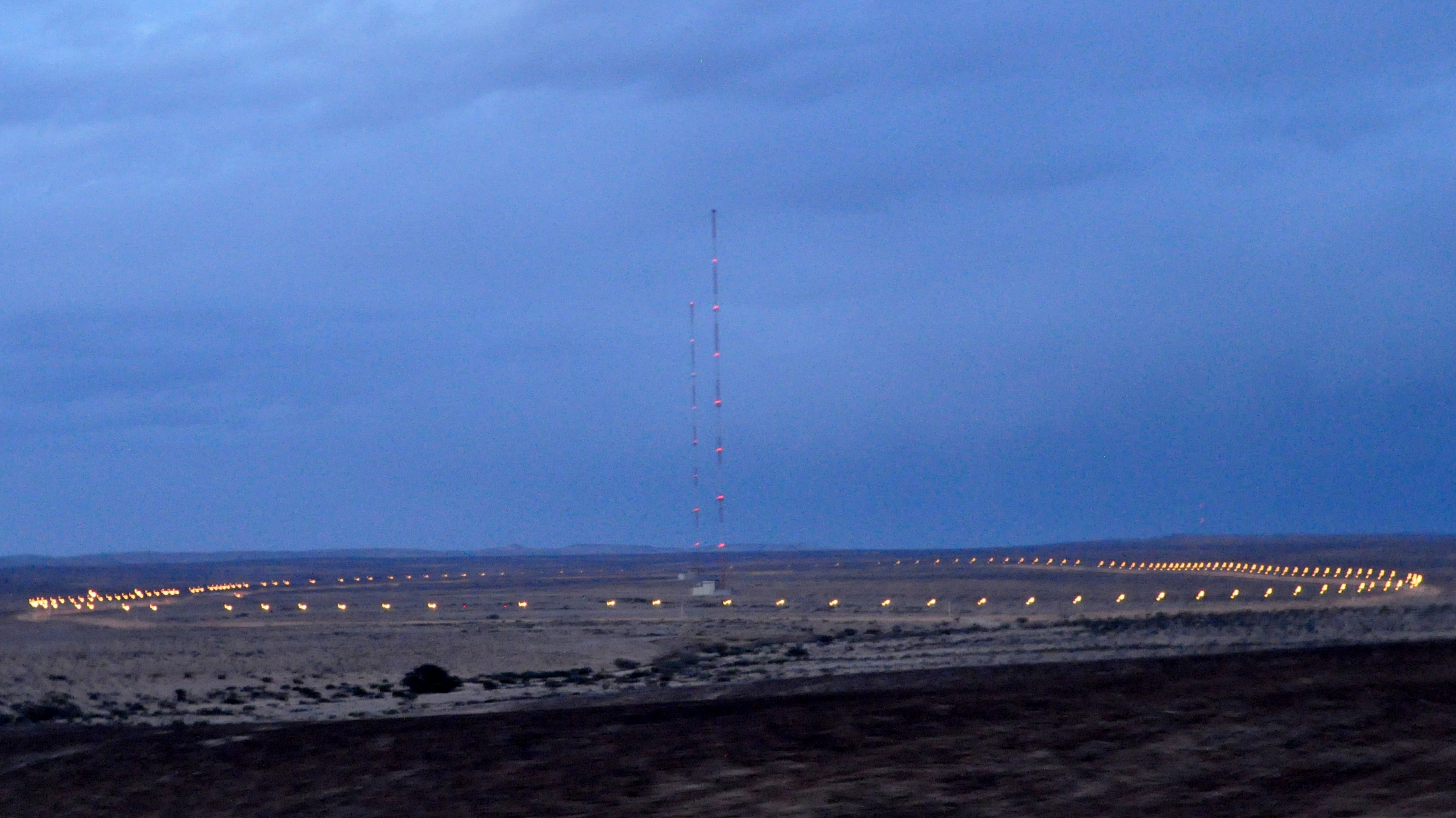
مرفق ديمونة رادار

منشأة وبرج رادار ديمونة هي منشأة رادار بالقرب من ديمونة ، إسرائيل .

## التاريخ
يحتوي مرفق رادار ديمونا على برجين رادارين بطول 400 متر (1300 قدم) مصممان لتتبع الصواريخ البالستية عبر الفضاء وتزويد الصواريخ الأرضية ببيانات الاستهداف المطلوبة لاعتراضها.  في حين يدعي البعض أنه يستخدم رادار AN / TPY-2 X-band ، والذي يمكنه اكتشاف الصواريخ التي تصل إلى 1500 ميل / 2400 كيلومتر  ، تجدر الإشارة إلى أن هذا النوع من الرادار لا يتضمن عادةً برج رادار. الأبراج مملوكة ويديرها الجيش الأمريكي ، وتوفر فقط معلومات استخباراتية مستعملة لإسرائيل.
الأبراج للمنشأة، والتي تقع في خطوط الطول والعرض 30°58′07″N 35°05′28″E / 30.9685604°N 35.091191°E وفي 30°58′32″N 35°05′55″E / 30.9756831°N 35.0986823°E ، هي أطول المنشآت في إسرائيل، وأطول الرادارات المستخدمة في العالم. 